# Thrizen Leader
Thrizen Jahl Leader (Saint Paul Capisterre, 3 luglio 1984) è un calciatore nevisiano, difensore del St. Paul's Utd e della nazionale nevisiana.
È il primatista di presenze con la sua selezione.